# Sylvia Bloom
Sylvia Bloom (née en 1919 ou 1920, et décédée en 2016) est une secrétaire américaine ayant travaillé pendant plus de 67 ans dans un cabinet d'avocats de New York. Malgré une carrière discrète, elle est devenue connue après sa mort pour avoir amassé une fortune de plus de 9 millions de dollars grâce à des investissements judicieux sur les marchés financiers, tout en menant une vie modeste.
Fille d’immigrants, elle a grandi à Brooklyn et a travaillé chez Cleary Gottlieb Steen & Hamilton, où elle a observé les habitudes d'investissement de ses employeurs et en a tiré profit pour ses propres placements. Elle a légué la majeure partie de sa fortune à des œuvres caritatives, notamment à des bourses d'études pour aider les étudiants défavorisés. Son histoire a capté l'attention pour son contraste frappant entre sa modestie et son succès financier.

## Biographie
Sylvia Bloom est née à Brooklyn vers 1919 de parents immigrés d'Europe de l'Est. Elle grandit pendant la Grande Dépression, est scolarisée dans des écoles publiques et travaille le jour tout en étudiant au Hunter College le soir pour obtenir son diplôme. Paul Hyams, responsable des ressources humaines de sa future entreprise, déclare que Bloom regrettait de ne jamais avoir fait d'études de droit.
Le 24 février 1947, Bloom rejoint le nouveau cabinet d'avocat Cleary, Gottlieb, Friendly, & Cox à Wall Street en tant que secrétaire de Fowler Hamilton, devenant la troisième employée du cabinet. Elle y reste jusqu'à sa retraite en 2016. En tant que secrétaire, Bloom gère non seulement les affaires de ses patrons, mais aussi leurs investissements personnels. Elle commence à investir discrètement dans les mêmes actions que les avocats du cabinet : lorsque son patron achète des actions, elle fait de même avec son salaire plus faible. Avec le temps, ses investissements se transforment en une fortune de plusieurs millions de dollars.
Bloom conserve ses investissements uniquement à son nom malgré son mariage avec Raymond Margolies jusqu'à la mort de ce dernier en 2002. Ils n'ont pas d'enfants. Pendant des décennies, ils vivent dans un appartement à loyer réduit, et même ses amis les plus proches et sa famille ne sont pas au courant de sa richesse substantielle accumulée au fil des ans,. Sa nièce, cependant, décrit sa tante comme menant une vie modeste mais pas démunie : elle fait des voyages en Europe, fréquente Las Vegas en raison de l'amour de son mari pour le jeu et porte des vêtements élégants et sur mesure au travail. Bloom prend sa retraite à l'âge de 96 ans et déménage dans une résidence pour personnes âgées principalement parce qu'elle « voulait trouver [des partenaires] de bridge », déclare Flora Mogul Bornstein, la cousine de Bloom.
Bloom meurt en 2016 à l'âge de 96 ans. Dans son testament, sa nièce Jane Lockshin est désignée comme exécutrice testamentaire de sa succession de plus de 9 millions $. Le testament alloue une partie de l'argent aux parents et amis, mais consacre la majeure partie de la fortune à des bourses d'études pour les étudiants défavorisés, qui seront choisis par Lockshin. En 2018, Lockshin annonce un don de 6,24 millions $ à l'agence de services sociaux Henry Street Settlement (en) dans le Lower East Side ;  ce don est utilisé pour créer le Fonds boursier Bloom-Margolies dans le cadre de leur programme « Horizons élargis, Succès universitaire, ». Un autre montant de 2 millions $ est réparti entre le Hunter College, où Bloom a étudié, et un autre fonds de bourses d'études non encore annoncé en mai 2018.

## Postérité
L'histoire de Bloom est nommée comme l'une des cinq « meilleures et plus populaires histoires » de 2018 par le New York Times, et comme « l'une des histoires les plus réconfortantes des années 2010 » par The Week. Son histoire a suscité un nouvel intérêt pour la vie d'autres individus discrets et sans prétention, vivant généralement d'un salaire modeste, qui ont discrètement amassé des fortunes de plusieurs millions de dollars que personne n'aurait pu imaginer en leur possession et les ont ensuite données à des causes locales après leur mort,,,.
Selon Selena Maranjian de The Motley Fool, investir dans des fonds indiciels à large échelle au fil du temps, même avec un revenu moyen, peut conduire à une accumulation de richesses significative. Elle déclare que la croissance de la richesse de Bloom démontre le pouvoir du temps dans la croissance de l'épargne. D'un autre côté, Peter Page de Entrepreneur déclare que le succès financier de Bloom repose sur des facteurs qui étaient autrefois courants mais qui sont désormais rares. Il est possible d'imiter son travail acharné et sa frugalité, mais il est beaucoup plus difficile de nos jours de trouver un logement à faible loyer, des faire des études sans contracter un lourd emprunt, et de trouver un emplois à temps plein sûr avec avantages sociaux et retraite.
C&M Inversores présente une méthode d'investissement par imitation de Bloom sans avoir besoin d'informations privilégiées, en utilisant le fait que les principaux investisseurs américains doivent divulguer publiquement leurs transactions tous les trois mois. Ces données sont mises gratuitement à la disposition des investisseurs individuels, ce qui leur permet d'imiter les mouvements d'un investisseur célèbre choisi pour « acheter et conserver ». Cependant, l'approche d'investissement par imitation de Bloom soulève des questions quant à sa légalité, car au moins un avocat de son cabinet a plaidé coupable de délit d'initié en utilisant à mauvais escient des informations confidentielles sur ses clients. La stratégie de Bloom consistant à imiter les transactions de ses patrons présente des incertitudes juridiques et éthiques,.
Certains auteurs recommandent de s'inspirer des investisseurs à succès comme Bloom, qui ont vécu une vie de « frugalité presque ridicule », mais ne pas les imiter. Ils affirment que ceux qui font fortune devraient la dépenser, l'investir et la partager généreusement au cours de leur vie, plutôt que de laisser un héritage conséquent. Bill Perkins (en) déclare dans son livre Die With Zero qu'être généreux après sa mort n'est pas une véritable générosité. Le fait de donner intentionnellement de son vivant peut avoir un impact plus significatif sur les proches et les causes qui sont importantes pour le bienfaiteur,.